# Hôtel Lalique
L'hôtel Lalique est un hôtel particulier situé à Paris, en France.

## Localisation
L'hôtel Lalique est situé dans le 8e arrondissement de Paris, au 40, cours Albert-Ier.

## Historique
L'hôtel particulier est construit en 1903 par les architectes Albert et Louis Feine, pour le compte du verrier René Lalique et d'après les dessins de ce dernier. La porte vitrée est de Lalique lui-même.
La façade et la toiture sur rue, de style néogothique, font l'objet d'une inscription au titre des monuments historiques en 1964.